# Nash Metropolitan

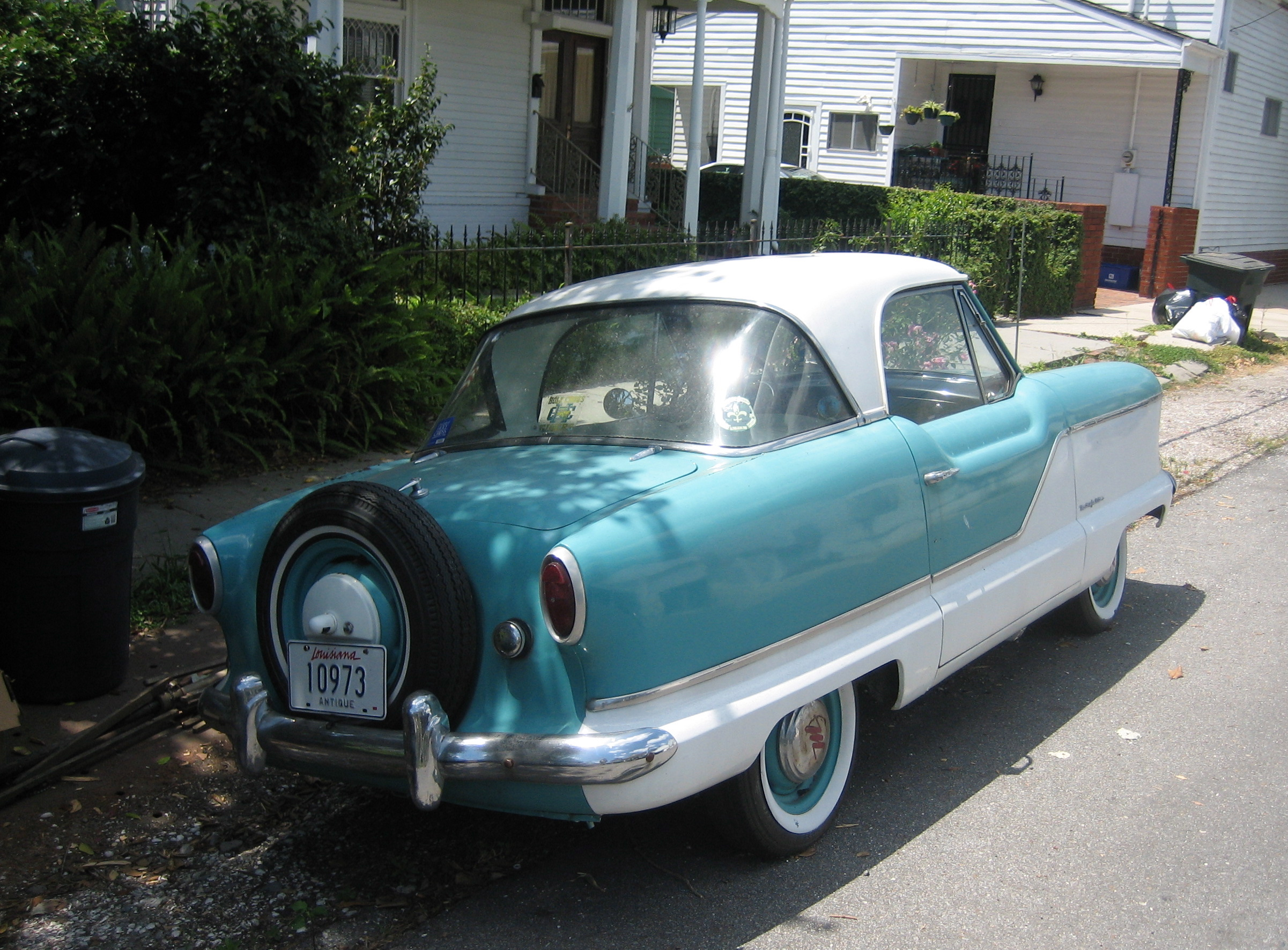
Nash Metropolitan Coupé

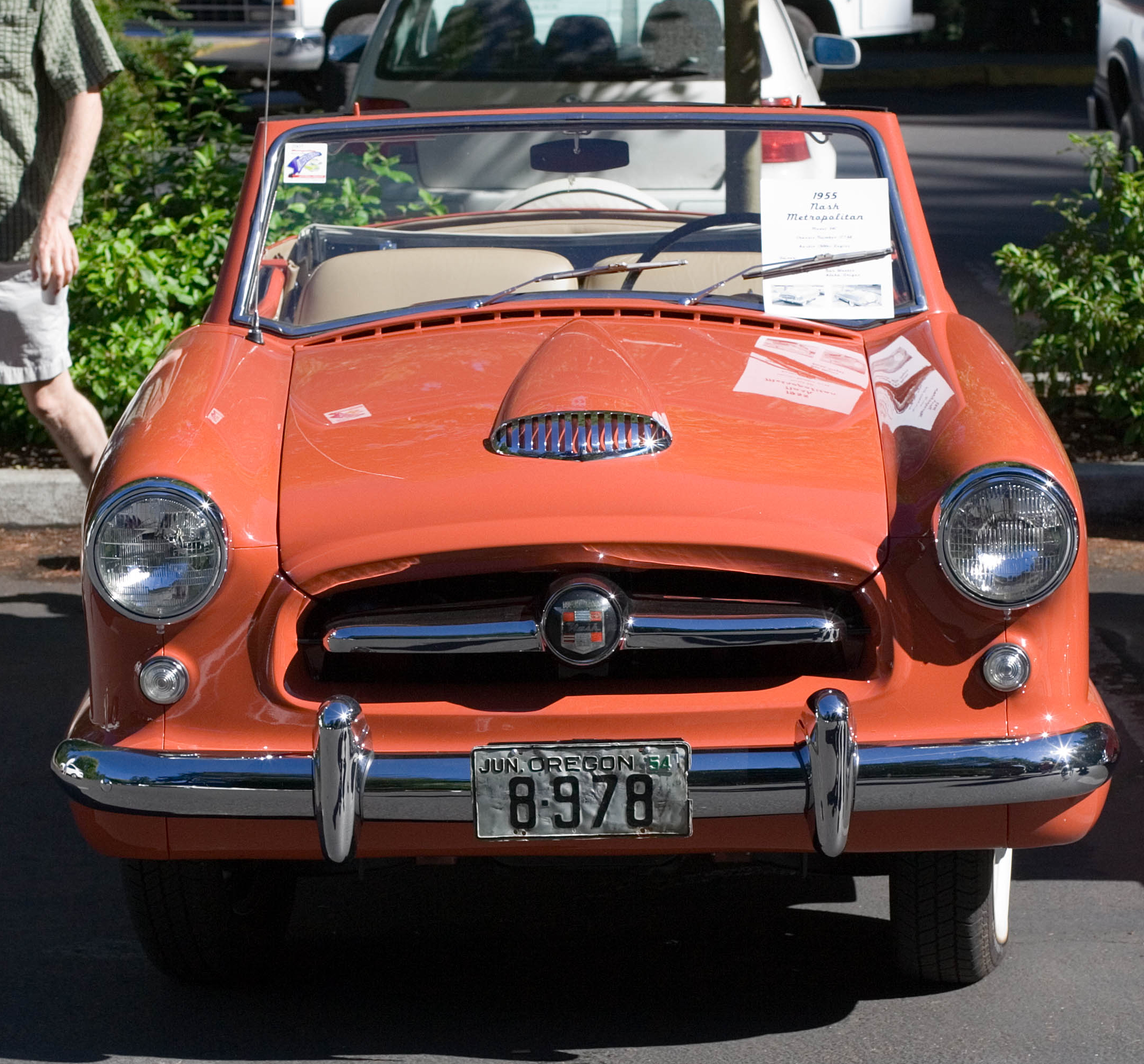
Nash Metropolitan Cabriolet

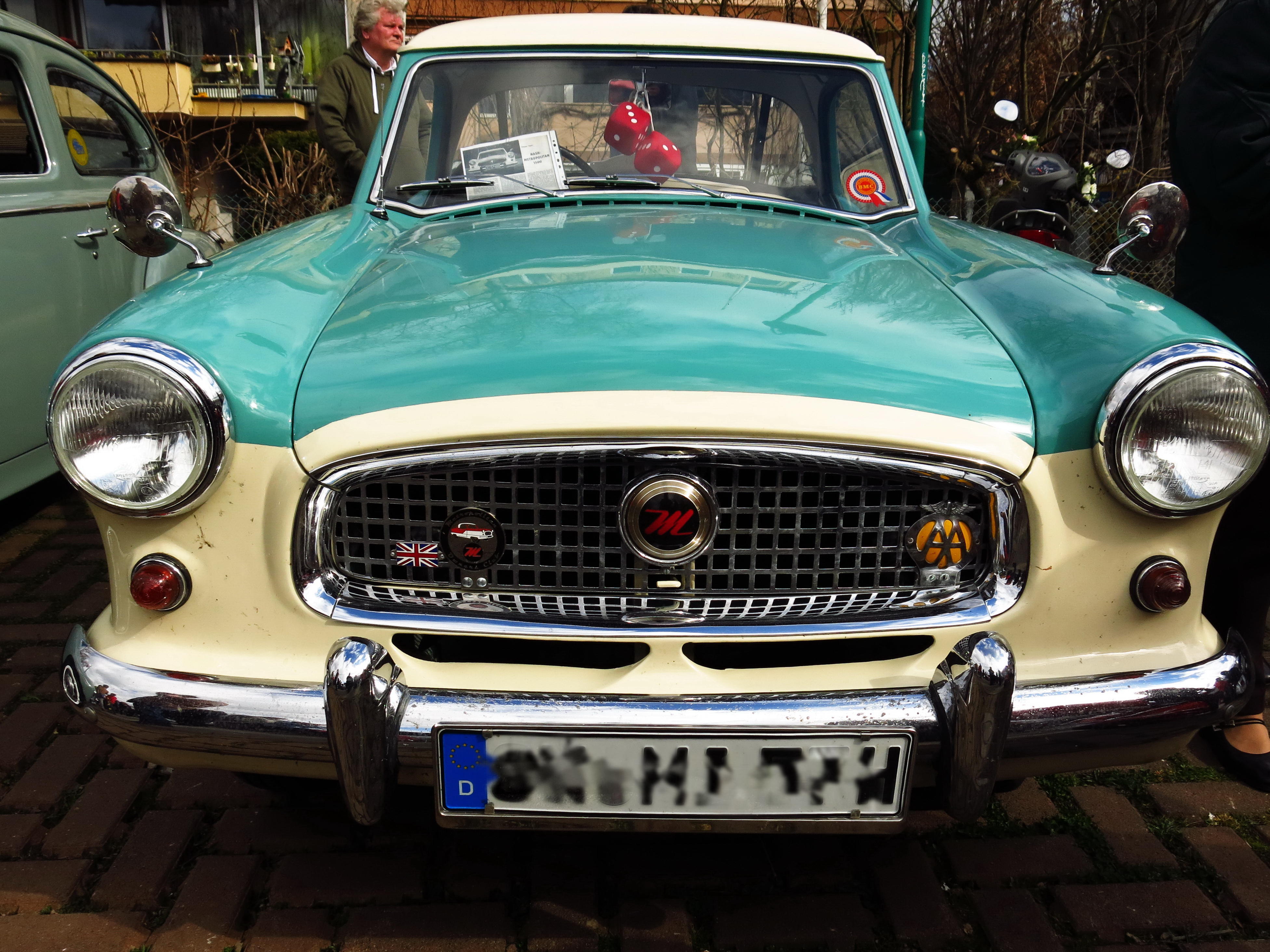
Nash Metropolitan, Vorderansicht

Der Nash Metropolitan war ein Kleinwagen, der von 1954 bis 1962 in den Vereinigten Staaten angeboten wurde. Den Metropolitan gab es auch als Hudson Metropolitan, als Nash und Hudson sich 1954 zur American Motors Corporation (AMC) zusammenschlossen, und später als selbständige Marke während der Rambler-Jahre und als Austin Metropolitan im Vereinigten Königreich und anderen Märkten.

## Design
Während die meisten Automobilhersteller in den Vereinigten Staaten der Philosophie „Größer ist besser“ folgten, untersuchten die Verantwortlichen der Nash Motor Company den Markt, um den US-amerikanischen Kunden ein wirtschaftliches Fortbewegungsmittel anbieten zu können. Der Metropolitan wurde in den Vereinigten Staaten entworfen und es entstand ein Prototyp, der NXI (Nash Experimental International), den William J. Flajole für Nash-Kelvinator baute. Dieser Prototyp wurde bei einigen Car Clinics gezeigt, um die Reaktionen des US-amerikanischen Autopublikums auf ein Auto dieser Größe zu testen. Die Ergebnisse dieser Untersuchungen überzeugten Nash, dass es tatsächlich einen Markt für solch ein Auto gab, wenn es zu einem wettbewerbsfähigen Preis angeboten würde. Dies bedeutete, dass es nicht machbar sein würde, solch ein Auto komplett in den Vereinigten Staaten herzustellen, da die Werkzeugkosten das Projekt unwirtschaftlich gemacht hätten. Die einzige wirtschaftliche Möglichkeit war, den Wagen außerhalb der Vereinigten Staaten auf Basis einer vorhandenen Mechanik zu bauen, wobei für die Werke in den Vereinigten Staaten nur die Werkzeugkosten für die Karosserie und andere spezielle Teile blieben.
Mit diesem Gedanken im Hinterkopf verhandelte Nash mit verschiedenen europäischen Firmen, bis man 1952 bekanntgab, dass man sich mit der Austin Motor Company (damals schon Teil von BMC) und Fisher & Ludlow, beides britische Firmen in der Nähe von Birmingham, geeinigt hatte. Die Karosserie würde Fisher & Ludlow bauen und die mechanischen Komponenten kämen von Austin, die auch die Endmontage durchführen würden. Dies war der erste Fall eines in den Vereinigten Staaten entworfenen Autos, das komplett in Europa gebaut wurde. Den Metropolitan gab es in zwei Ausführungen – Cabriolet und Coupé. Beide hatten Teile als Serienausstattung, die es bei anderen Autos dieser Zeit nur gegen Aufpreis gab. Dies waren zum Beispiel eine Leseleuchte, elektrische Scheibenwischer und sogar ein hinten angebrachtes Reserverad mit separater Abdeckung.

## Fertigung
Die Fertigung wurde im Oktober 1953 in der Austin-Fabrik in Longbridge aufgenommen. Die kleinen Autos wurden „Baby-Nash“ genannt. Sie hatten einen Radstand von 2159 mm, eine Gesamtlänge von 3797 mm und ein Gesamtgewicht von 818 kg. Damit war der Nash Metropolitan kleiner als der VW Käfer. Beide Modelle – das Cabriolet und das Coupé – wurden vom 4-Zylinder-OHV-Reihenmotor des Austins A40 mit 1200 cm³ Hubraum angetrieben, wie er in den Austin-Modellen Devon und Dorset eingesetzt wurde. Er trieb die Hinterräder über ein Dreiganggetriebe an.
Das neue Modell wurde ursprünglich „NKI Custom“ genannt, aber zwei Monate vor der offiziellen Vorstellung im März 1954 änderte man den Namen in „Metropolitan“. Nach den ersten 10.000 Exemplaren baute man einen Motor der B-Serie mit immer noch 1200 cm³ ein, wie er auch im Austin A40 Cambridge montiert war.

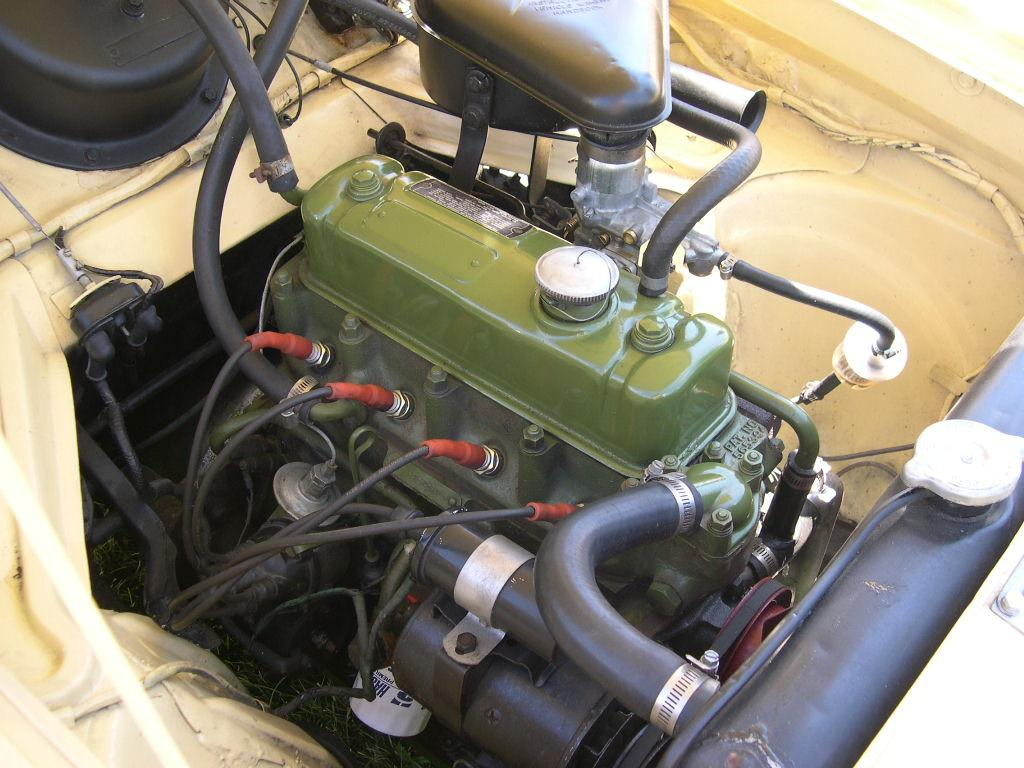
1500-cm³-Motor

1956 wurde dieser Motor grundlegend überarbeitet und hatte nun 1500 cm³, wie im Austin A50 Cambridge. Zierleisten aus poliertem Edelstahl ermöglichten eine Zweifarbenlackierung. Auch der Kühlergrill erhielt ein anderes Aussehen und die Motorhaube verlor ihre Lufthutze, die ohnehin ohne Funktion war.
Eine weitere Überarbeitung 1959 brachte einen von außen zugänglichen Kofferraum und vordere Dreiecksfenster. Die Verdichtung des Motors wurde von 7,2:1 auf 8,3:1 angehoben, was die Leistung auf 55 bhp anhob. Dieser Motor entsprach dem des Austins A55 Cambridge.
Die Produktion endete im April 1961 (letzte Fahrgestell-Nr. E95981). Bis 1962 wurde das Modell noch verkauft. Insgesamt wurden etwa 95.000 Metropolitans in den Vereinigten Staaten verkauft. Obwohl dies keine vergleichsweise hohe Zahl war, zählte der Metropolitan zu den erfolgreichsten Importwagen auf dem US-Markt. Nur der VW Käfer verkaufte sich besser. Auch überflügelte AMC Chrysler im Verkauf von Kleinwagen während der Wirtschaftskrise der Eisenhower-Ära 1958. Das beste Verkaufsjahr für den Metropolitan war 1959, was AMC half, den Anschluss an die Kleinwagenverkäufe der „Großen Drei“ (GM, Ford, Chrysler) zu finden.

## Situation außerhalb der Vereinigten Staaten
Im Oktober 1956 erhielt Austin von AMC die Zulassung für die Vermarktung des Metropolitan in Drittländern, in denen AMC keine Vertretung hatte. So begann im Dezember 1956 die Fertigung des Austin Metropolitan, und ab April 1957 verkaufte man zusätzlich ca. 9400 Stück in Großbritannien und Drittländern. In Großbritannien wurden Modelle mit Rechtslenkung verkauft, in Drittländern hatten die Austin-Modelle Linkslenkung. Bei den Austin-Händlern in Großbritannien wurde der Wagen nur als „Metropolitan“ angeboten. Obwohl die Autos Austin-Typenschilder besaßen, hatten sie kein außen sichtbares Austin-Emblem. Das Styling des Metropolitan war sichtbar amerikanisch und wurde im Vereinigten Königreich im Vergleich mit den anderen BMC-Produkten im traditionellen englischen Stil als sehr fremdländisch empfunden. Die Produktion des Austin Metropolitans wurde im Februar 1961 eingestellt, jedoch entstanden noch zwei Einzelexemplare im März und April desselben Jahres. Der letzte Wagen hatte die Fahrgestell-Nr. A-HP 150301. Die Gesamtzahl der Austin Metropolitans wird auf 9384–9391 Autos geschätzt.

## Sammlerobjekt

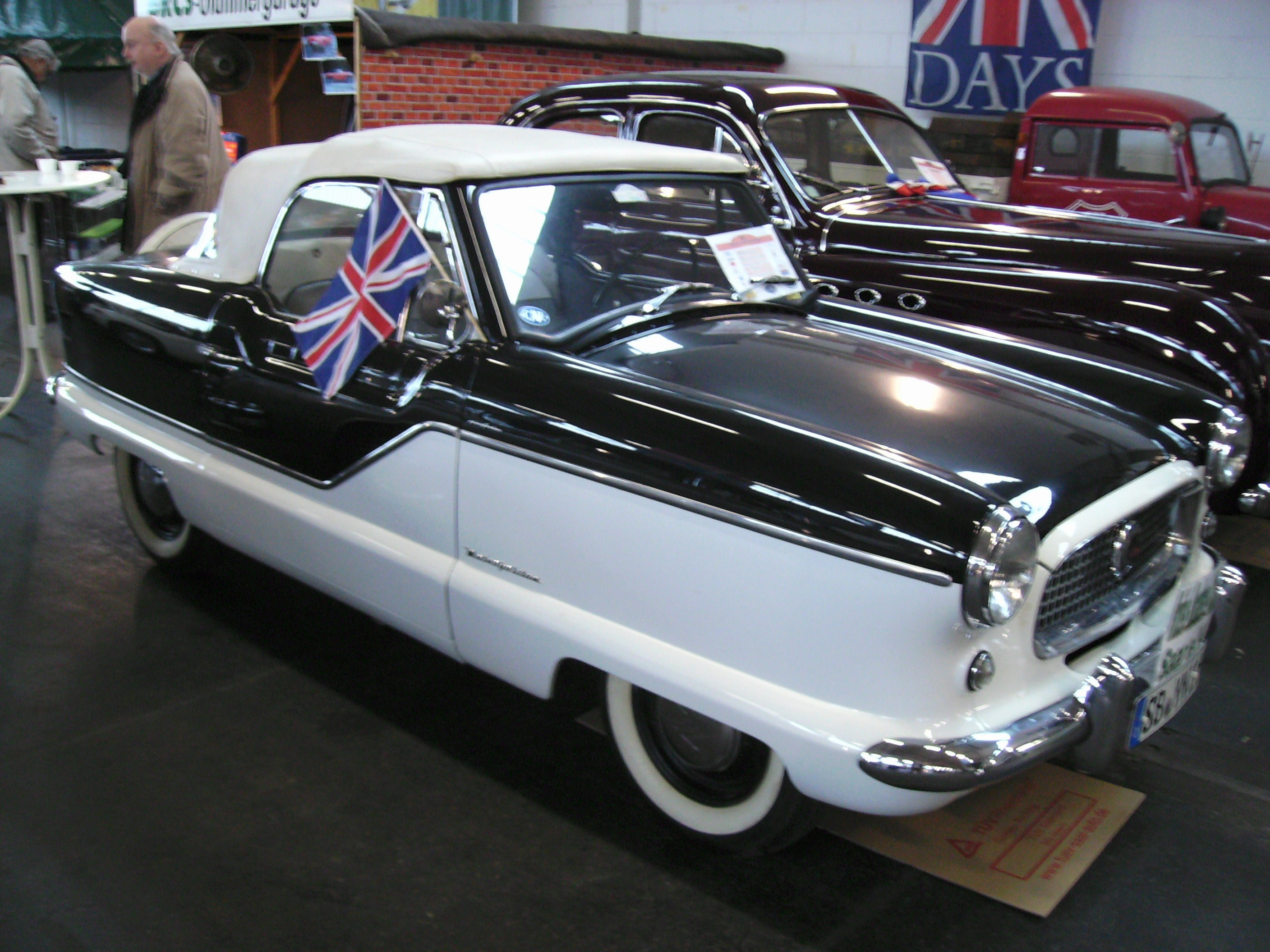
Nash Metropolitan Convertible (Bj. 1959)

Es gibt einige aktive Markenclubs. Auch einige Lieferanten für neue und gebrauchte Teile sind bekannt. In Deutschland gibt es noch vier fahrbereite Exemplare des Nash Metropolitan.